# Stefano Morona
Stefano Morona (Cortina d'Ampezzo, 6 agosto 1957) è un giocatore di curling italiano, atleta del Curling Club Tofane.

## Carriera agonistica

### Nazionale
Il suo esordio con la nazionale italiana junior di curling è stato il campionato mondiale junior del 1977, disputato a Québec, in Canada: in quell'occasione l'Italia si piazzò all'ottavo posto. Con la nazionale junior partecipa a 3 campionati mondiali junior.
Nel 1983 entra nella formazione della nazionale assoluta con cui ha partecipato a 6 mondiali, 8 europei ed a un World Challege Round.
Nel 2012 entra nella formazione della nazionale senior con cui ha partecipato a un campionato mondiale senior di curling.
In totale Morona vanta 150 presenze in azzurro. Il miglior risultato dell'atleta è il 4º posto ottenuto ai campionati europei del 1986 disputati a Copenaghen, in Danimarca.
CAMPIONATI
Nazionale junior:
- Mondiali junior
  - 1977 Québec ( Canada) 8°
  - 1978 Grindelwald ( Svizzera) 10°
  - 1979 Moose Jaw ( Canada) 8°

Nazionale assoluta:
- Mondiali
  - 1983 Regina ( Canada) 10°
  - 1984 Duluth ( Stati Uniti) 8°
  - 1985 Glasgow ( Scozia) 7°
  - 1986 Toronto ( Canada) 10°
  - 1989 Milwaukee ( Stati Uniti) 7°
  - 1990 Västerås ( Svezia) 9°
- Europei
  - 1983 Västerås ( Svezia) 9°
  - 1984 Morzine ( Francia) 9°
  - 1985 Grindelwald ( Svizzera) 12°
  - 1986 Copenaghen ( Danimarca) 4°
  - 1987 Oberstdorf ( Germania Ovest) 10°
  - 1988 Perth ( Scozia) 8°
  - 1989 Engelberg ( Svizzera) 9°
  - 1992 Perth ( Scozia) 14°
- World Challeng Round
  - 1988 Perth ( Scozia) 3°

Nazionale senior:
- Mondiale senior
  - 2012 Tårnby ( Danimarca) 12°

### Campionati italiani
Stefano ha preso parte ai campionati italiani di curling inizialmente con il Curling Club Cortina poi con il Curling Club Tofane ed è stato 11 volte campione d'Italia, 7 volte campione italiano assoluto e 4 volte campione italiano senior:
- Campionato italianoassoluto
  - 1983  1984  1985  1986  1987  1989  1990
- Campionato italiano senior
  - 2009  2010  2011  2012

## Altro
Morona è un commerciante di Cortina d'Ampezzo.